# Số quay
Trong toán học, số quay là một bất biến gắn với một phép đồng phôi của đường tròn.

## Định nghĩa
Giả sử f: S 1 → S 1 là một phép đồng phôi bảo toàn định hướng của đường tròn S1=R/Z. Thế thì f có thể được nâng lên thành một phép đồng phôi duy nhất F:R→R của đường thẳng thực, thỏa mãn
{\displaystyle F(x+m)=F(x)+m}
với mọi số thực x và mọi số nguyên m.
Số quay của f được xác định bởi:
{\displaystyle \omega (f)=\lim _{n\to \infty }{\frac {F^{n}(x)-x}{n}}.}
Henri Poincaré đã chứng minh rằng giới hạn này tồn tại và độc lập với sự lựa chọn điểm bắt đầu x. Số quay là một phần tử của R/Z. Một cách trực quan, nó đo góc quay trung bình dọc theo quỹ đạo của f.

## Ví dụ
Nếu f là một phép quay với góc 2πθ (trong đó 0≤θ <1), thì
{\displaystyle F(x)=x+\theta ,}
do đó số quay của f là θ.

## Tính chất
Số quay là bất biến dưới liên hợp tôpô: nếu f và g là hai phép đồng phôi của đường tròn và
{\displaystyle h\circ f=g\circ h}
với một ánh xạ liên tục đơn điệu h từ đường tròn vào chính nó (không nhất thiết là đồng phôi) thì f và g có cùng số quay.
Số quay được Poincaré và Arnaud Denjoy sử dụng để phân loại các phép đồng phôi của đường tròn. Có hai khả năng:
- Số quay f là số hữu tỷ p/q (phân số tối giản). Khi đó f có quỹ đạo tuần hoàn, mọi quỹ đạo đều có chu kỳ q.
- Số quay của f là một số vô tỷ θ. Thế thì f không có quỹ đạo tuần hoàn. Có hai trường hợp con:

1. Có một quỹ đạo trù mật.
2. Tồn tại một tập hợp Cantor C bất biến dưới tác động của f.

Số quay là một ánh xạ liên tục từ nhóm các phép đồng phôi (với tô pô {\displaystyle C^{0}}) của đường tròn vào đường tròn.